# Take the "A" Train
Pour les articles homonymes, voir Take, A et Train (homonymie).
Clip vidéo
[vidéo] « Duke Ellington - Take the A Train (1943) », sur YouTube
Take the A Train (Prenez le train A, en anglais) est un standard de jazz composé en 1939 par le pianiste-compositeur américain Billy Strayhorn, avec des paroles de Joya Sherrill. Il est enregistré (et arrangé) pour la première fois le 15 février 1941 par Duke Ellington chez RCA Victor, qui l'utilise (en tant qu'un des principaux succès de son répertoire) comme indicatif musical des concerts de son big band jazz,. 

## Histoire
En tant que pianiste-compositeur-arrangeur « spécialiste du style Duke Ellington » Billy Strayhorn devient un de ses proches collaborateurs « alter ego »,. Cette composition devient un des grands succès mondiaux de l’ère du swing américain pendant la Seconde Guerre mondiale, en même temps que Chattanooga Choo Choo de Glenn Miller (une des autres légendes vivantes de big band swing & jazz de l’époque). 

Duke Ellington et Billy Strayhorn
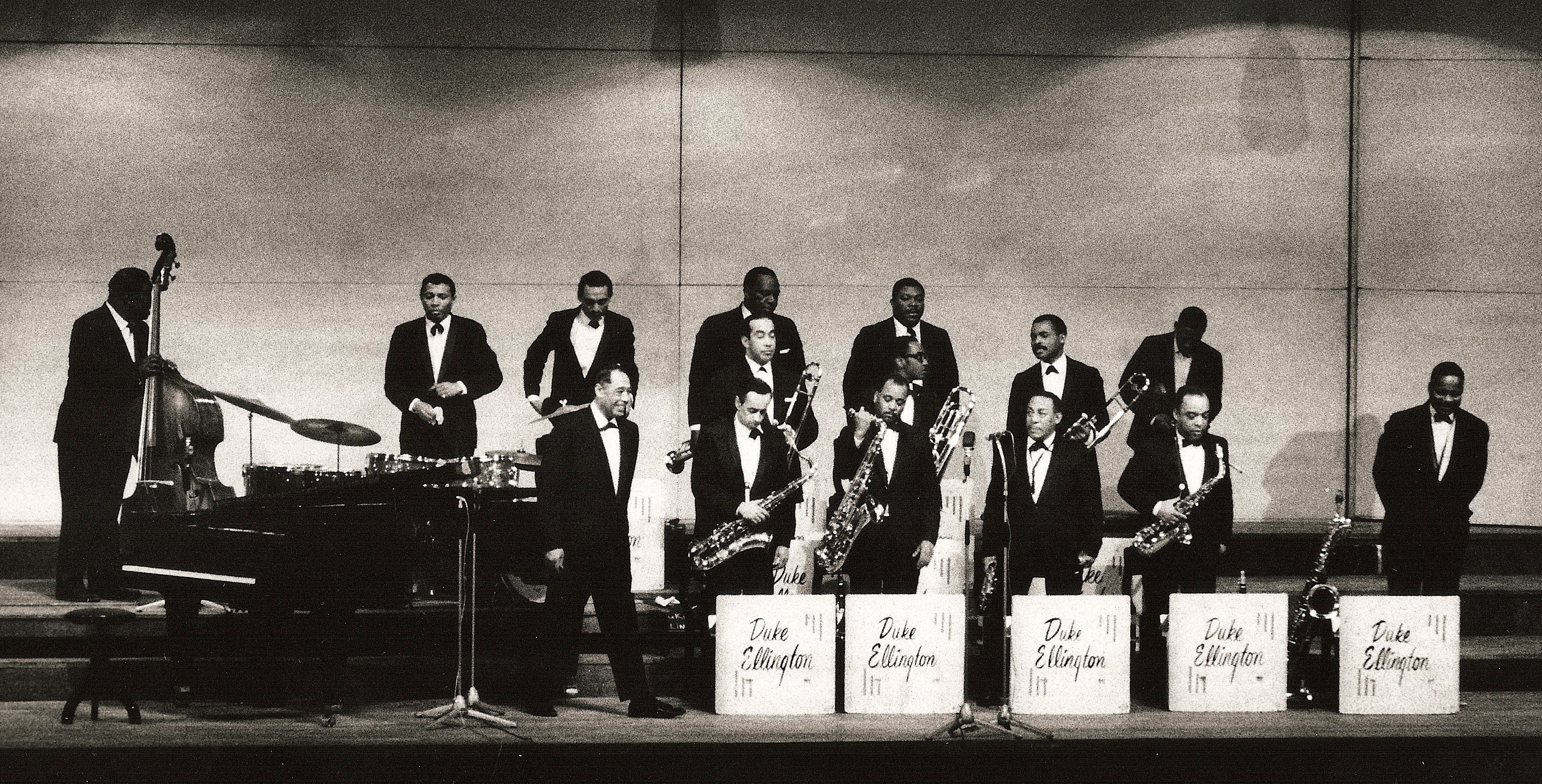
Duke Ellington et son orchestre big band jazz en 1963
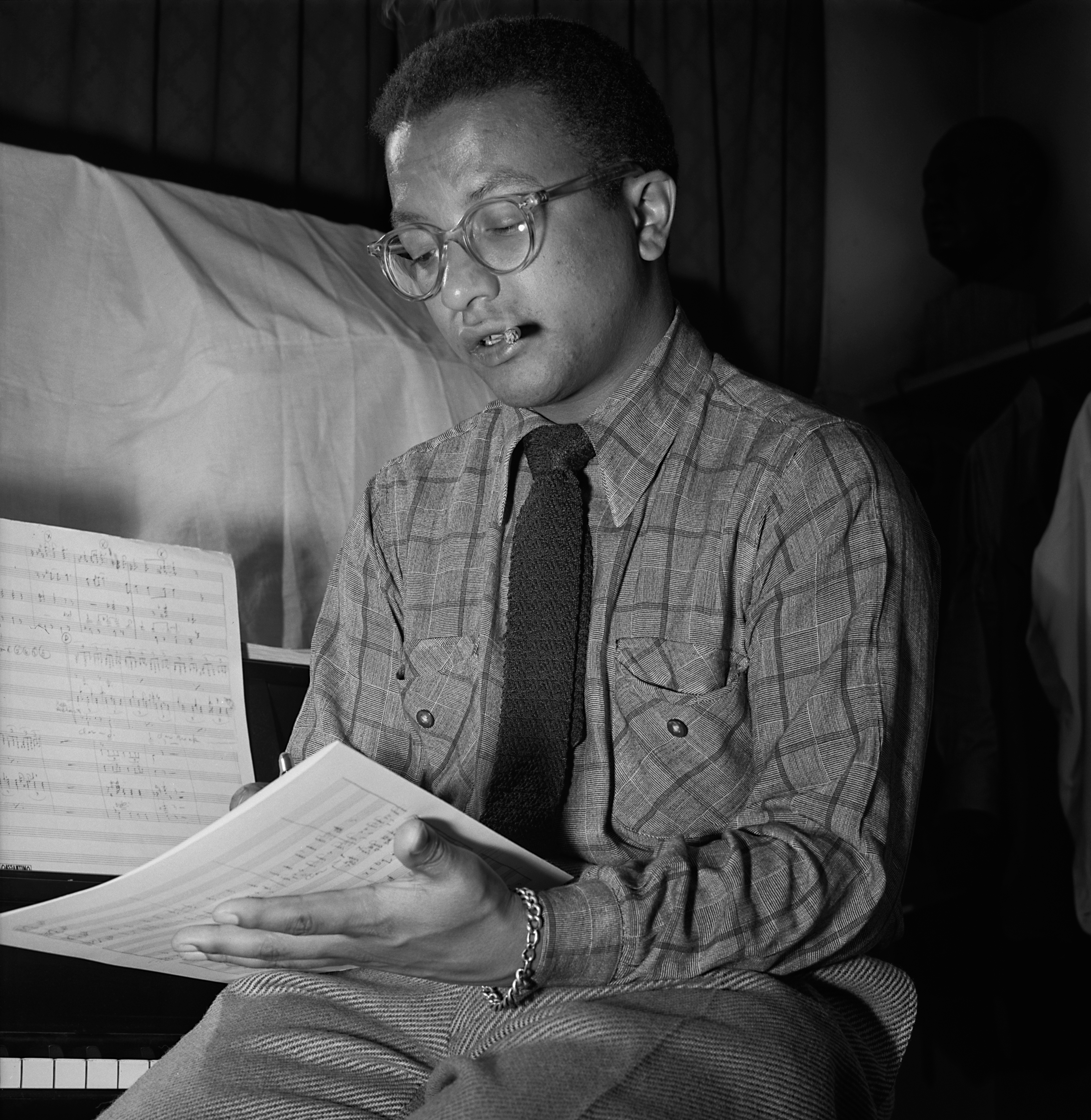
Billy Strayhorn vers 1946
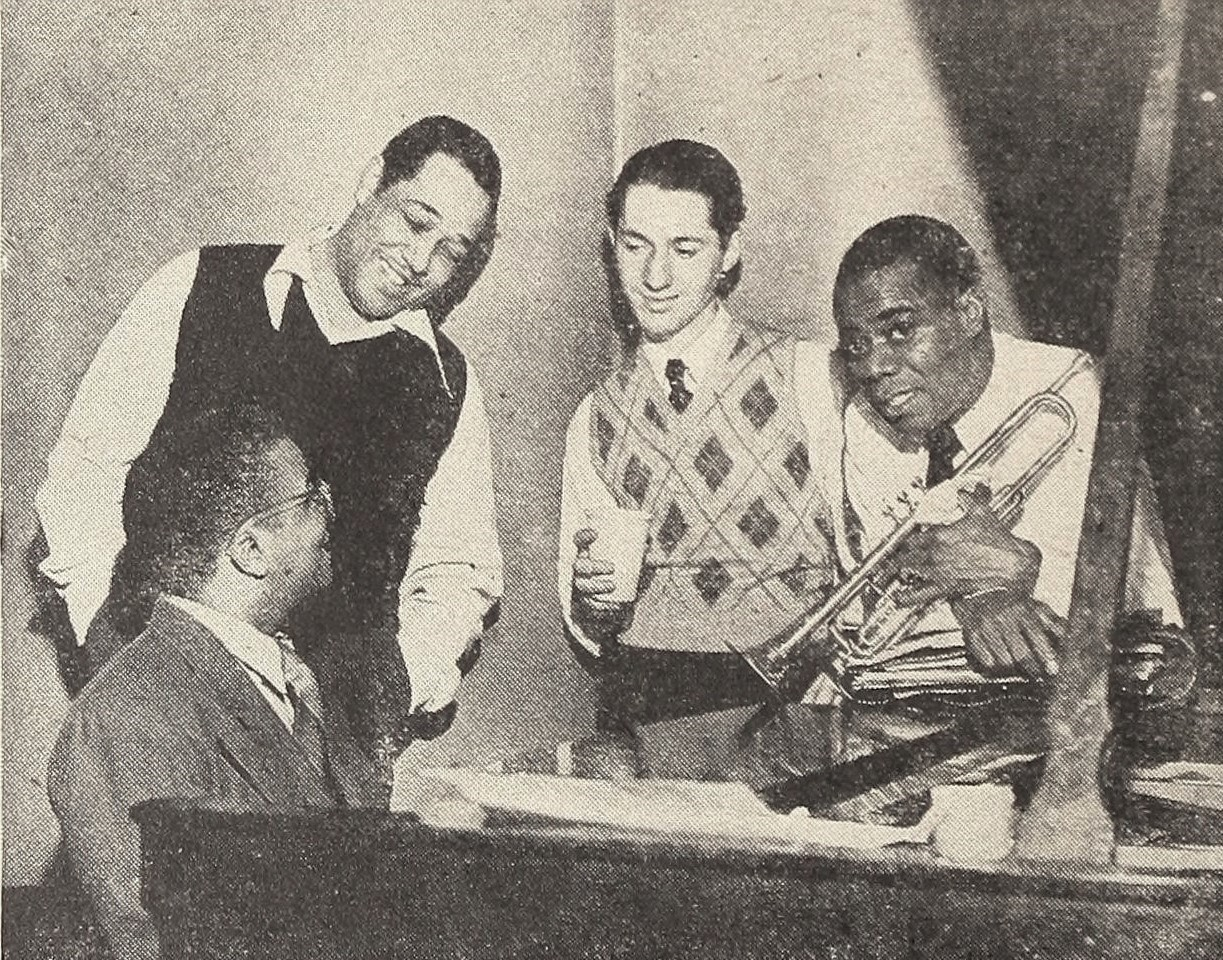
Billy Strayhorn avec Duke Ellington, et Louis Armstrong en 1946

Peu de temps après avoir rencontré Duke Ellington à New York (en prenant la ligne A du métro de New York, et en imitant parfaitement sa musique) Billy Strayhorn déclare à un journaliste de Pittsburgh ou il vit « Je vais travailler pour Duke. J'ai joué ce A Train pour lui et il a aimé ça. Je déménage à New York. ». La composition entre en juillet 1941 aux charts des meilleures ventes américaines pendant sept semaines. 

Métro de New York
Ligne A du métro de New York
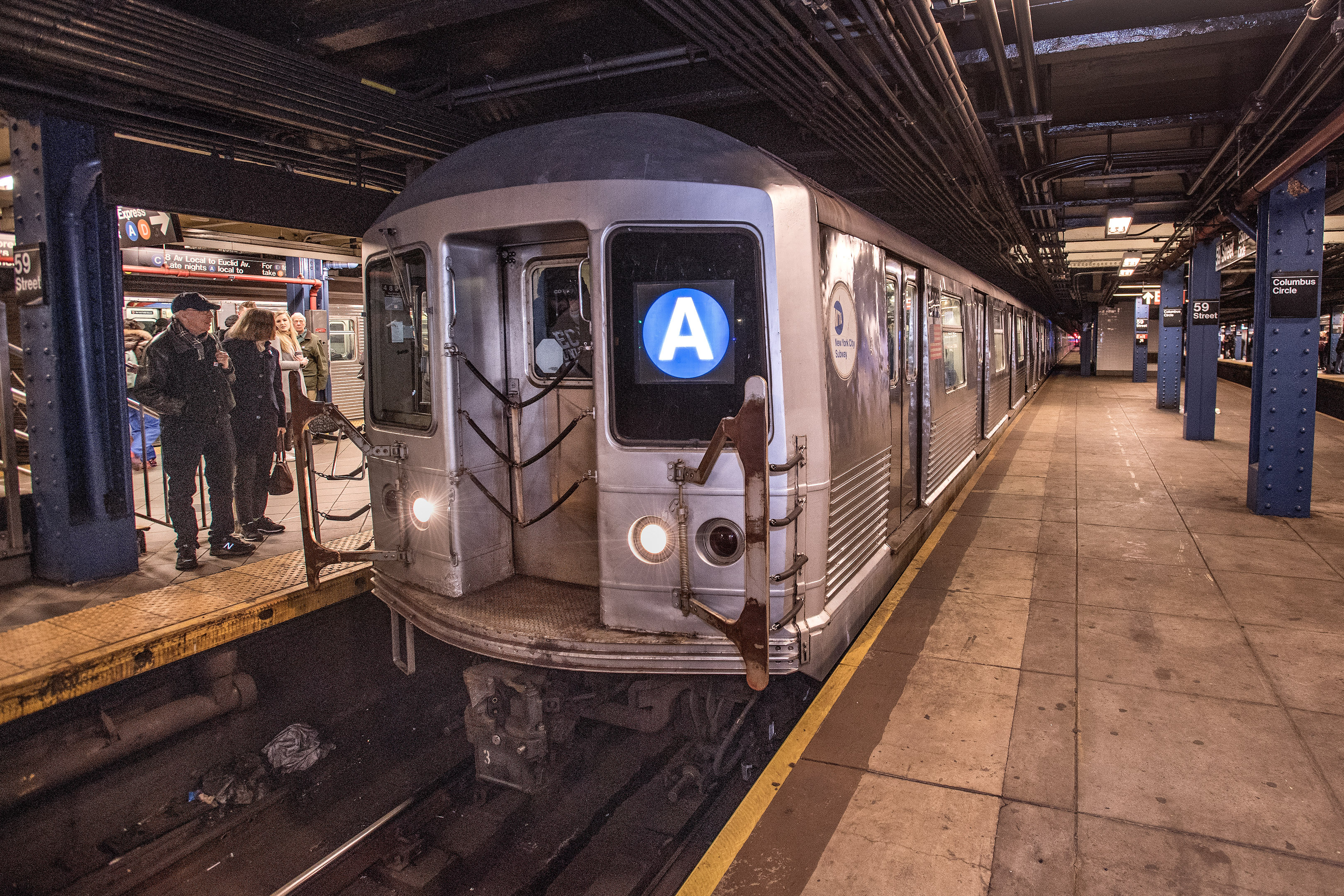
Ligne A du métro de New York
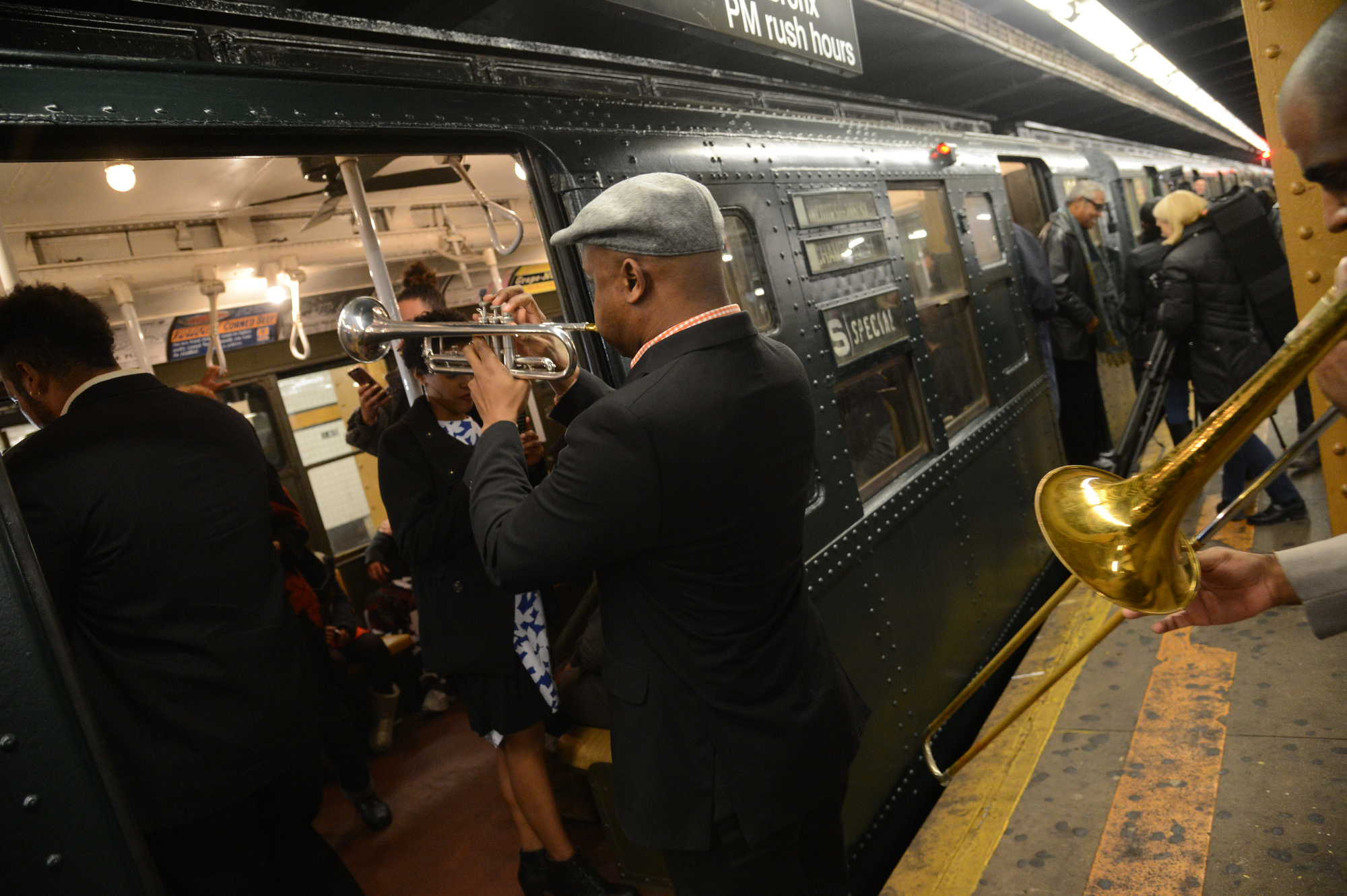
Concert de jazz du 100e anniversaire de
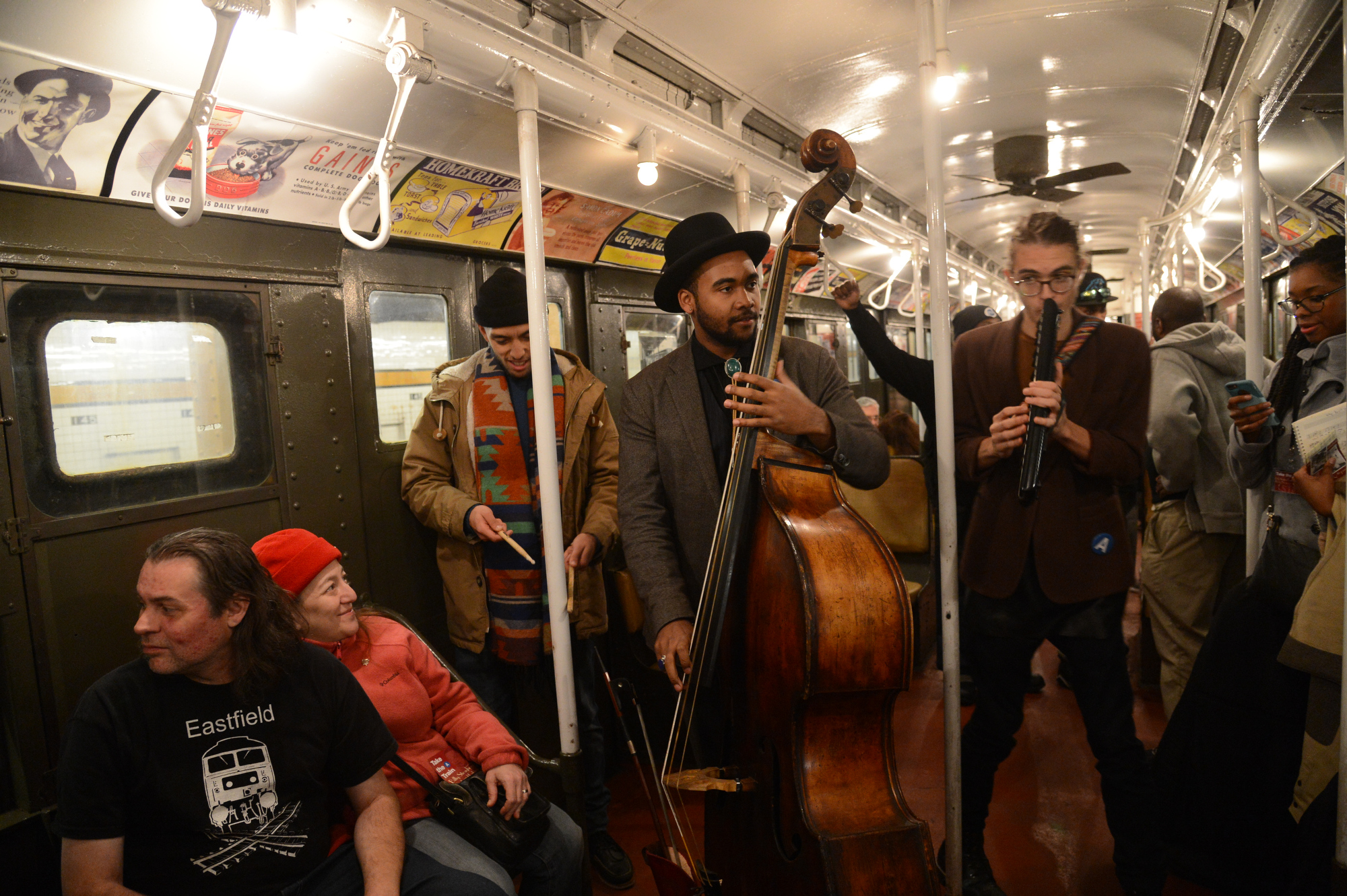
la naissance du compositeur
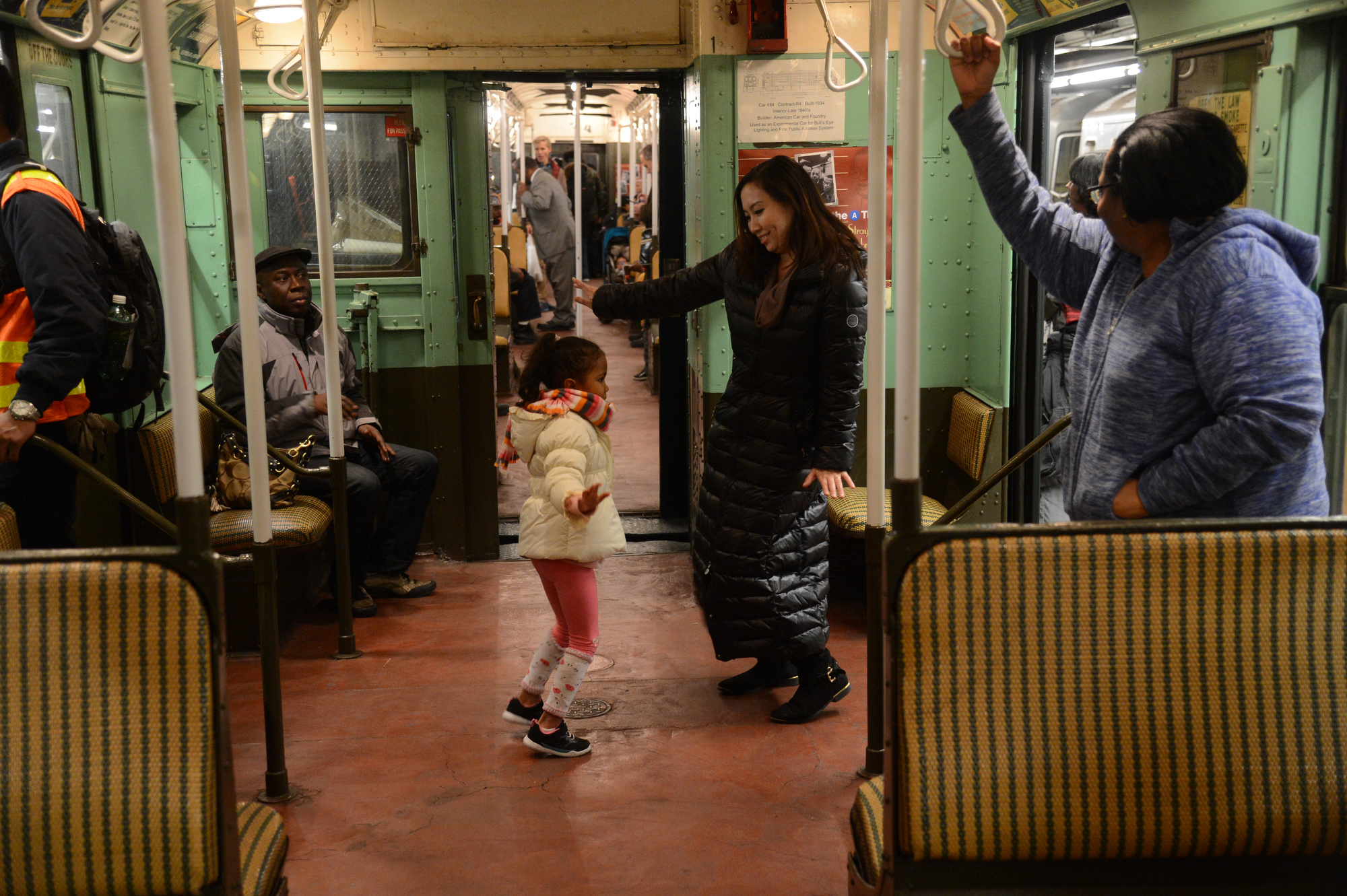
de « Take the A Train »
Lignes du métro de New York

Le « Train A » correspond à la nouvelle ligne A du métro de New York des années 1930, qui traverse New York en reliant les quartiers de Brooklyn et d'Harlem (station de Sugar Hill) en passant par Manhattan au centre de New York. Billy Strayhorn raconte dans une interview de 1967 : « Quand je suis arrivé à New York, on construisait une nouvelle ligne de métro. J’habitais sur le passage de cette ligne mais il y avait une autre ligne, la D, qui, elle, bifurquait juste avant d’arriver chez moi, pour aller dans le Bronx. Les gens se trompaient souvent de ligne, ils prenaient la D et, pour éviter toute confusion quand ils venaient chez moi, je leur disais : take the A train. ». 
La chanteuse de jazz Joya Sherrill est une lycéenne de 17 ans, lorsqu'elle rencontre Duke Ellington pour lui chanter les paroles qu'elle a écrite pour cette composition « Vous devez prendre le train A, Pour aller à Sugar Hill jusqu'à Harlem, Si vous manquez le train A, Vous constaterez que vous avez raté le chemin le plus rapide vers Harlem, Dépêchez-vous, allez, maintenant, ça vient, Écoutez ces rails vibrer (tous à bord), Montez dans le train A, Vous serez bientôt sur Sugar Hill à Harlem... ». Duke Ellington l'embauche dans son orchestre dès la fin de ses études en juillet 1942.

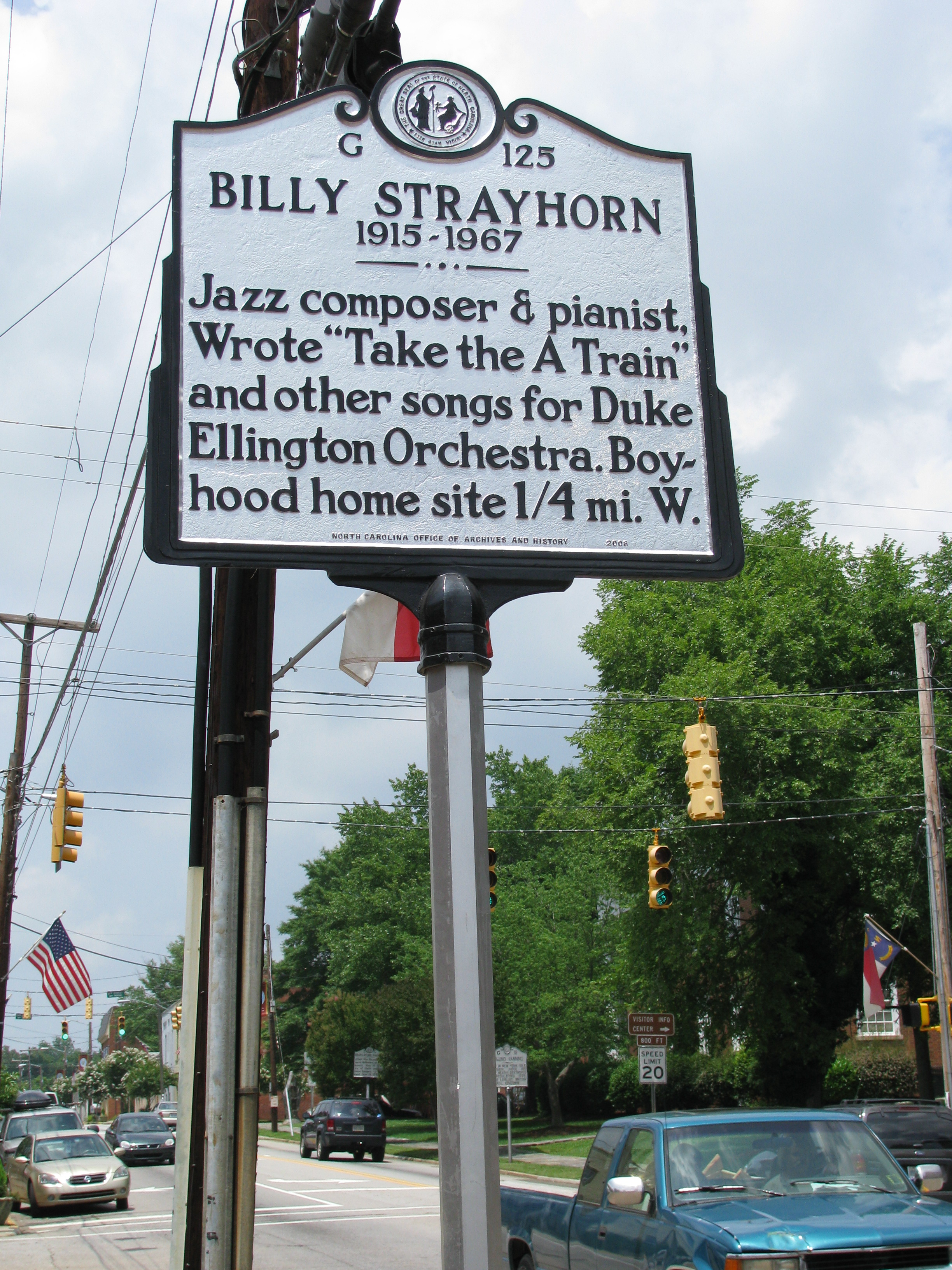
Panneau commémoratif

Un concert de jazz new-yorkais est donné le dimanche 29 novembre 2015 sur la ligne A du métro de New York (à bord de voitures de métro d'époque) pour commémorer le 100e anniversaire de la naissance du compositeur de « Take the A Train » Billy Strayhorn (1915-1967),. 

## Reprises
Duke Ellington l'a réédité et réenregistré de nombreuses fois durant sa carrière, en particulier avec d'autres géants du jazz, dont Ella Fitzgerald et Dizzy Gillespie (1957), John Coltrane en version « Take the Coltrane » sur leur album Duke Ellington and John Coltrane de 1962... 
Ce standard de jazz est également repris par de nombreux interprètes, dont le Rundfunk-Tanzorchester Leipzig (1955), Dave Brubeck (1966), Sarah Vaughan (1967), Charles Mingus (1975), Michel Petrucciani (1998), Oscar Peterson, Anaïs Reno (album Lovesome Thing, 2021)...

## Structure
Cette œuvre de forme AABA se joue le plus souvent en Do majeur. 

## Au cinéma
- 1943 : Reveille with Beverly, film musical de Charles Barton (avec Duke Ellington, son big band, et Betty Roche dans la train[3])
- 1961 : Paris Blues, de Martin Ritt, avec Paul Newman et Louis Armstrong.
- 1982 : Rolling Stones (ou Let's Spend the Night Together), de Hal Ashby (documentaire)
- 1987 : Radio Days, de Woody Allen, avec Woody Allen et Mia Farrow.
- 2002 : Arrête-moi si tu peux, de Steven Spielberg, avec Leonardo DiCaprio et Tom Hanks.
- 2013 : L'Écume des jours, de Michel Gondry, d’après le roman L'Écume des jours, de Boris Vian, avec Romain Duris, Audrey Tautou, Gad Elmaleh, et Omar Sy.